# Geauga County
Geauga County är ett administrativt område i delstaten Ohio, USA. År 2010 hade countyt 93 389
invånare. Den administrativa huvudorten (county seat) är Chardon. 

## Geografi
Enligt United States Census Bureau har countyt en total area på 1 057 km². 1 045 km² av den arean är land och 12 km² är vatten.

### Angränsande countyn
- Lake County - nord
- Ashtabula County - nordost
- Trumbull County - sydost
- Portage County - syd
- Cuyahoga County - väst
- Summit County - sydväst